# أسيني
أسيني (Ασίνη) هي مدينة في أرغوليس في مقاطعة كينتريكي إلادا في اليونان.
يبلغ عدد سكانها حوالي 1001 نسمة.